# Tine Fetz
Tine Fetz (* 1984 in Bad Kreuznach, Rheinland-Pfalz) ist eine deutsche Illustratorin und Comiczeichnerin, die für ihre schwarz-weißen Zeichnungen, Illustrationen und Comics bekannt ist.

## Werdegang
Tine Fetz wurde 1984 in Bad Kreuznach geboren. Sie studierte Illustration an der FH Münster und schloss ihr Studium 2012 mit dem Diplom ab. Während ihres Studiums verbrachte sie ein Auslandssemester an der Bezalel Academy of Arts and Design in Jerusalem, Israel.
Nach ihrem Studium zog Tine Fetz nach Berlin, wo sie seit 2012 als freischaffende Illustratorin und Comiczeichnerin arbeitet. Von 2012 bis 2018 war sie Artist in Residence bei Urban Spree in Berlin. 2019 verbrachte sie zwei Monate als Artist in Residence des Goethe-Institut in Salvador (Bahia) Brasilien.
2014 erschien Fetz' Debüt This is not Uganda im Jaja Verlag. Seit 2017 zeichnet sie regelmäßig Comics für die Wochenzeitung Jungle World. Dafür entwickelte sie gemeinsam mit Steve Cityhouse die Serie Neukölln Arkadien, eine Fortsetzung der Kurzgeschichtenreihe Planet Bohemia, die im deutsch-französischen Comicmagazin Beton / Béton erschien und 2018 gesammelt bei ichi ichi veröffentlicht wurde.
2018 veröffentlichte sie mit dem niederländischen Musiker Nick Jongen das Projekt Ghost Bag & Tine Fetz, ein Dialog aus Zeichnungen und Musik. Auf der gemeinsamen Tour durch Deutschland, die Niederlande, Belgien und Österreich spielte Tine Fetz Bass, unter anderem im Vorprogramm von Jeffrey Lewis.
Für die im Ventil Verlag erschienenen Comic-Anthologien Sie wollen uns erzählen – 10 Tocotronic-Songcomics und Monarchie und Alltag – Ein Fehlfarben-Songcomic illustrierte sie die Songs Der schönste Tag in meinem Leben von Tocotronic und Angst von den Fehlfarben. Für die Comic-Anthologie Nächstes Jahr… – Comics und Episoden jüdischen Lebens zeichnete Fetz eine Geschichte über den Räuber Abraham Picard. Ihre Arbeit wurde 2022 im Rahmen der Ausstellung Rache: Geschichte und Fantasie im Jüdischen Museum Frankfurt gezeigt.
Gemeinsam mit Daniel Schneider entwickelte Tine Fetz die Kalenderreihe Places Berlin, die verschwundene Orte der Berliner Club- und Subkultur porträtiert. Im Jahr 2022 erschienen alle Motive gesammelt als Buch Places im Ventil Verlag. Die Webdokumentation Bruderland, an der sie als Illustratorin beteiligt war, wurde mit dem Grimme Online Award 2020 ausgezeichnet.
2023 erhielt Tine Fetz ein 8-monatiges Arbeitsstipendium des Berliner Senat im Bereich Comic. Im selben Jahr erschien die Kurzgeschichte Du weißt es doch schon im Berliner Parallelallee Verlag. Sie lebt und arbeitet in Berlin.

## Veröffentlichungen
- Du weißt es doch schon. Parallelallee, 2023, ISBN 978-3-9816235-7-4
- Places – Vergangene Ort der Berliner Club- und Subkultur / Sites of Berlin's club and subcultural past. zusammen mit Daniel Schneider, Ventil Verlag, 2022, ISBN 978-3-9816235-7-4
- Planet Bohemia. zusammen mit Steve Cityhouse, ichi ichi, 2018, ISBN 978-3-00-061040-0
- Ghost Bag & Tine Fetz. (LP und Zine) Adagio830, Subroutine Records, Don Giovanni Records, 2018
- This is not Uganda. Jaja Verlag, 2014, ISBN 978-3-943417-58-6

## Anthologien
- Monarchie und Alltag – Ein Fehlfarben-Songcomic. Ventil Verlag, 2022, ISBN 978-3-95575-159-3
- Nächstes Jahr in... - Comics und Episoden des jüdischen Lebens. Ventil Verlag, 2021, ISBN 9783955751715
- Sie wollen uns erzählen - 10 Tocotronic-Songcomics. Ventil Verlag, 2020, ISBN 978-3-95575-132-6